# Gamasiphoides aitkeni
Gamasiphoides aitkeni är en spindeldjursart som beskrevs av Lee 1970. Gamasiphoides aitkeni ingår i släktet Gamasiphoides och familjen Ologamasidae. Inga underarter finns listade i Catalogue of Life.